# 丸太中嶋製薬
丸太中嶋製薬株式会社は元禄弐年（1689年）大和今住（現在の奈良県御所市今住）で創業。（御所市史）創業以来、御所市今住で医薬品製造業を行っている。当主は代々「中嶋太兵衛」を襲名する。屋号の丸太は当主の名前太兵衛に由来する。創業当時は伊勢神宮や薬師寺を始めとする寺院の施薬を製造しており、江戸中期以降から置き薬の製造・販売し現在に至る。創業時から明治にかけて製造していた「蘇命散（そめいさん）」は広く全国で販売され、今も看板や江戸時代のちらしが残っている。

## 沿革
- 1939年（昭和14年）大和売薬工業組合（現奈良県製薬協同組合）が設立。理事長および組合長に中嶋太兵衛が就任。
- 1947年（昭和22年）法人設立し「丸太中嶋製薬株式会社」となる。

## 商品
- カゼキリ、風天狗（総合感冒薬）
- 頭痛歯痛トンプク（解熱鎮痛薬）
- 丸太せきどめ顆粒（鎮咳去痰薬）
- 神光丸（和漢胃腸薬）
- 三宝心「マルタ」（強心薬）など

## その他

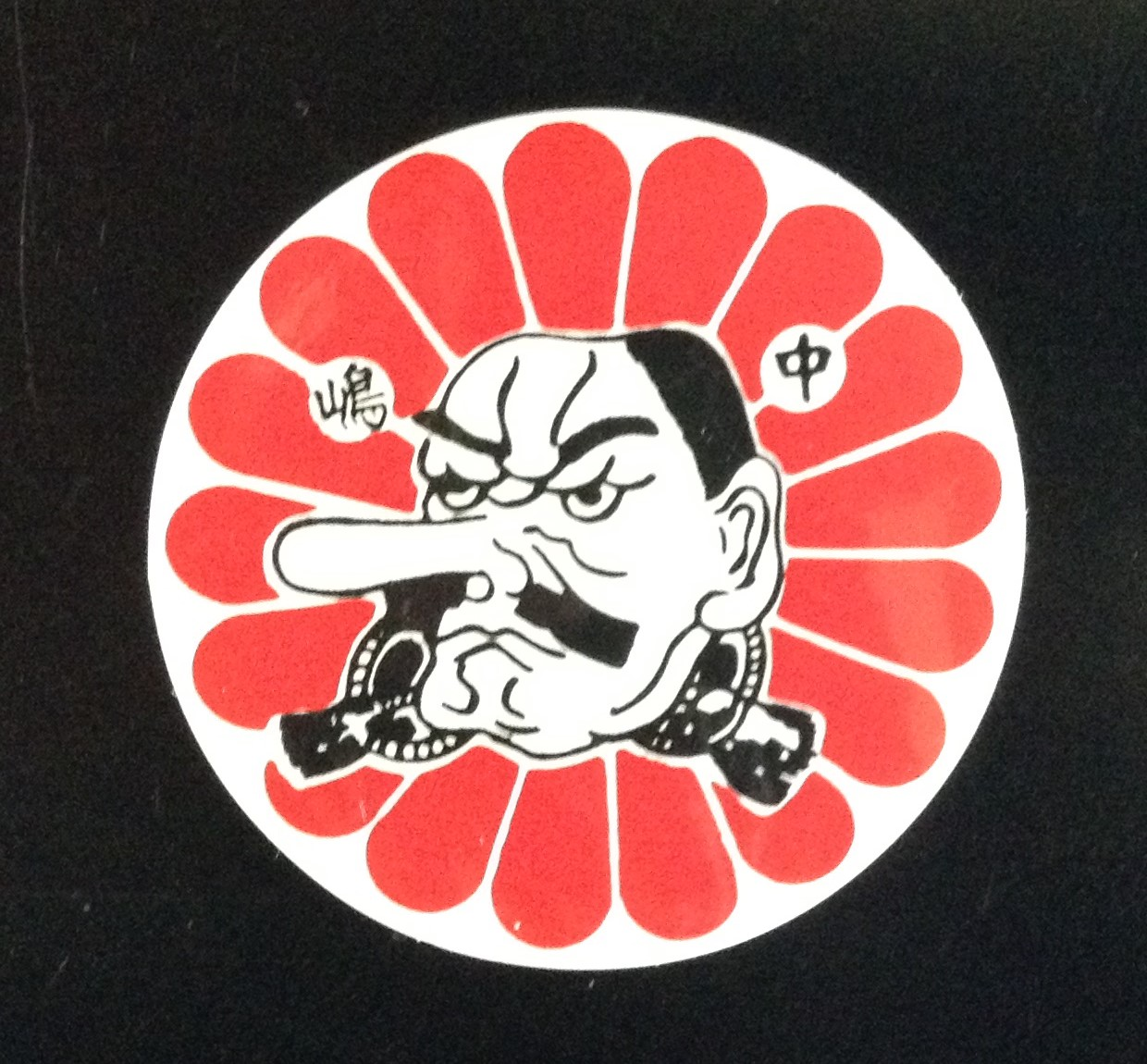
キクテング（登録商標）

- 天狗及びキクテングは丸太中嶋製薬の登録商標。キクテングは菊と天狗を合わせた図柄で「菊」と「効く」を掛け合わせている。
- 江戸時代のちらしは博物館等で保管されている。

（アド・ミュージアム東京・内藤記念くすり博物館）